# Leonard Essau Korir
Leonard Essau Korir, född 10 december 1986 i Kenya, är en amerikansk långdistanslöpare.
Korir tävlade för USA vid olympiska sommarspelen 2016 i Rio de Janeiro, där han slutade på 14:e plats på 10 000 meter.